# Maclurodendron magnificum
Maclurodendron magnificum är en vinruteväxtart som beskrevs av Thomas Gordon Hartley. Maclurodendron magnificum ingår i släktet Maclurodendron och familjen vinruteväxter. Inga underarter finns listade i Catalogue of Life.